# آب‌گرم گنو

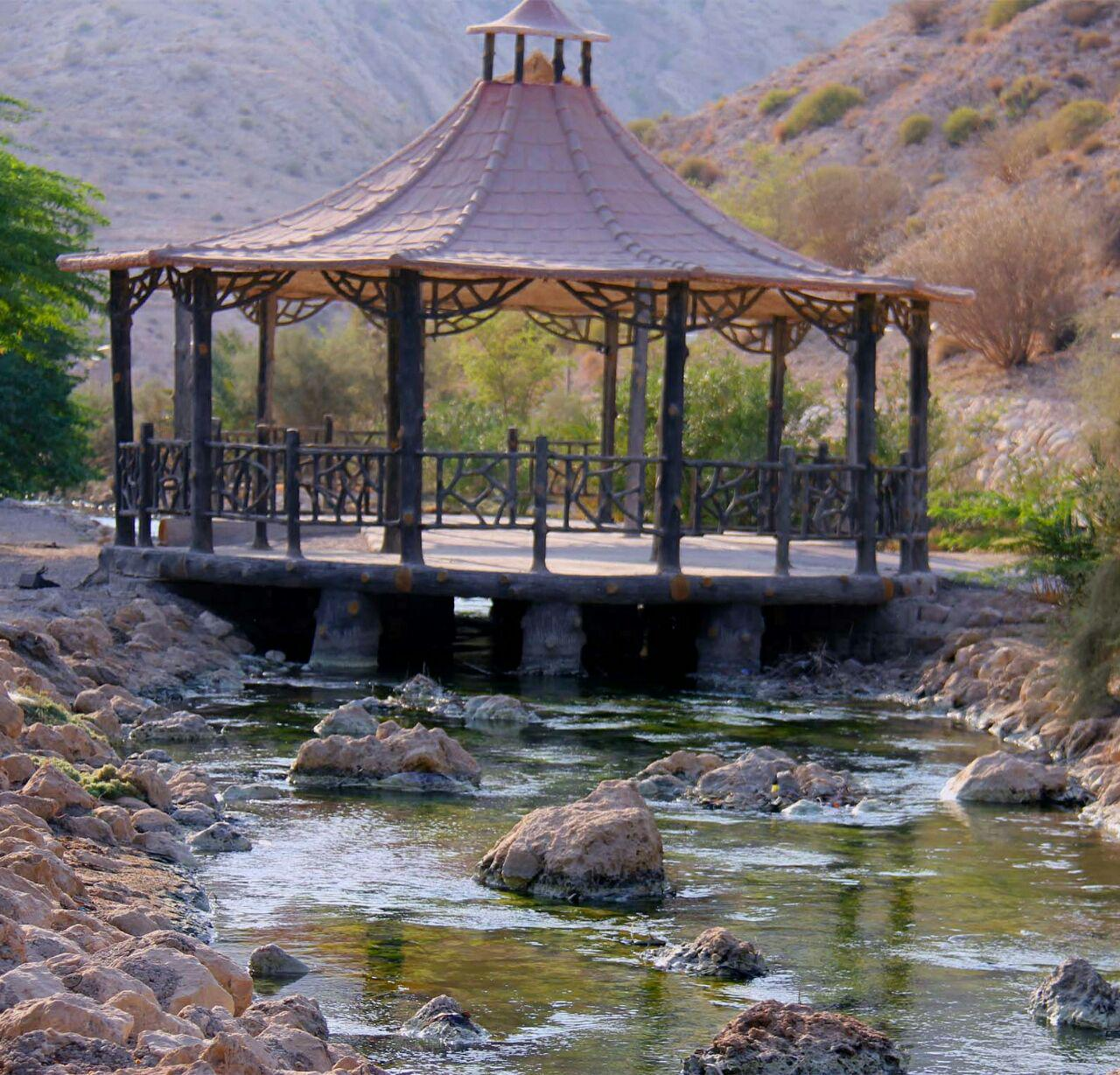
نمایی از آب گرم گنو

آب گرم گنو چشمه آب معدنی گنو در فاصله ۳۴ کیلومتری شمال شرقی شهر بندرعباس واقع در بخش مرکزی شهرستان بندرعباس و یکی از نقاط دیدنی استان هرمزگان در جنوب ایران است.
این چشمه آب معدنی در کناره راه بندرعباس به سیرجان واقع شده‌است. این چشمه در دره ای قرار دارد که کوه گنو و ارتفاعات سخت آهکی‌اش از شمال و جنوب آن را دربر گرفته‌است.
از آب این چشمه، جهت آبیاری نخلستان و استحمام استفاده می‌شود. آب چشمه گنو از دسته آبهای گوگردی خیلی گرم، کلر و سولفات، کلسیک گوگردی محسوب می‌شود.
این چشمه دو استخر زنانه و مردانه نسبتاً بزرگ دارد که به تأسیساتی مانند چندین رواق کوچک برای استراحت و اقامت مسافران، محل فروش نوشیدنی و غیره تجهیز شده‌است. محوطهٔ اطراف چشمه پر از درختان نخل زیبا و سبز است. پساب این چشمه پس از خارج شدن از استخرها مانند رودخانه کوچکی پس از طی چند کیلومتر با آب نسبتاً زیادی به صورت آبشار کوچکی به پایین سرازیر می‌شود.